# Ford Foundation

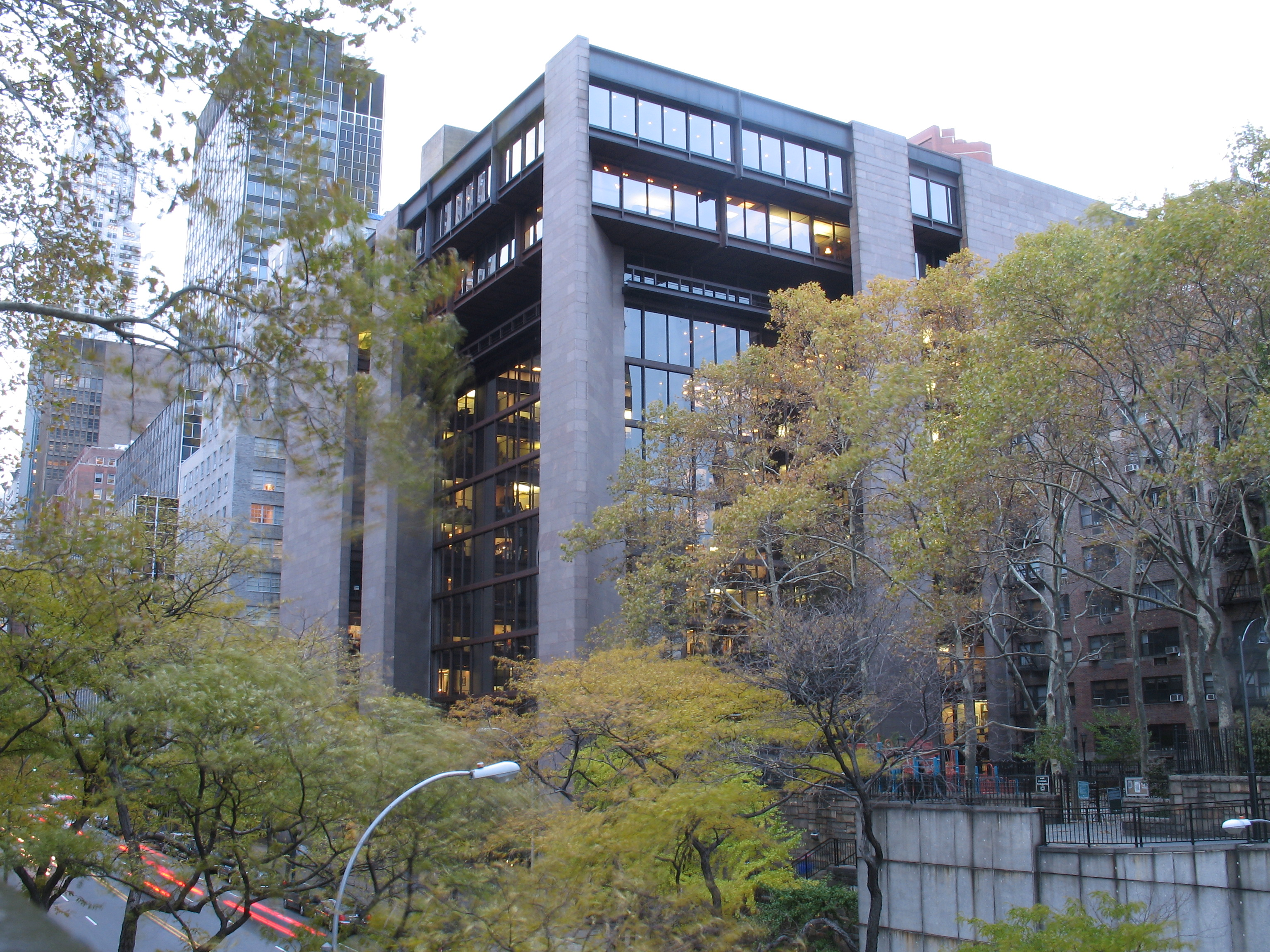
Ford Foundations huvudkontor i New York.

Ford Foundation är en amerikansk stiftelse grundad 1936 av Henry och Edsel Ford, som enligt stadgarna skall arbeta för att främja världsfreden, friheten, demokratin, det ekonomiska välståndet och skolväsendets demokratisering.